# بيرت كيويتو
بيرت كيويتو هو لاعب كرة قاعدة كوبي، ولد في 14 أغسطس 1937 في San Luis, Pinar del Río ‏ في كوبا، وتوفي في 25 أكتوبر 2011 في تشارلوت في الولايات المتحدة.

## وصلات خارجية
- بيرت كيويتو على موقعبيزبول رفرنس.كوم (الدوري الرئيسي) (الإنجليزية)